# La Vierge adorant l'Enfant Jésus dormant
La Vierge adorant l'Enfant Jésus dormant est un tableau réalisé par la peintre italienne Lavinia Fontana vers 1605-1610. Exécuté à la peinture à l'huile, ce petit panneau de format inhabituel a pu servir à la décoration d'un berceau. Il s'agit d'une peinture chrétienne qui représente Marie en adoration devant l'Enfant Jésus, qui dort nu au premier plan. Achetée en 1986, l'œuvre est conservée au musée des Beaux-Arts de Boston, dans le Massachusetts, aux États-Unis.